# Голубово (Красногородский район)
Голубово — деревня в Красногородском районе Псковской области России. Входит в состав Красногородской волости.
Расположено в северной части района, в 21 км к северу от районного центра, посёлка Красногородск.

## Население
| 2001 | 2002 | 2010 |
| ---- | ---- | ---- |
| 61   | ↘53  | ↘39  |

Численность население деревни по оценке на начало 2001 года составляла 61 житель.

## История
С января 1995 до апреля 2015 года деревня входила в состав Партизанской волости, упразднённой в пользу Красногородской волости.